# 次坪七纺蛛
次坪七纺蛛（学名：Heptathela cipingensis）为节板蛛科七纺蛛属的动物。在中国大陆，分布于江西等地，生活习性为穴居。该物种的模式产地在江西。因采集于井冈山市茨坪镇次坪村而得名。